# Lynx canadensis
La lince canadese (Lynx canadensis Kerr, 1792) è un mammifero nordamericano appartenente alla famiglia dei Felidi presente in Canada ed Alaska, nonché in alcune parti degli Stati Uniti settentrionali, spingendosi lungo le Montagne Rocciose fino al Colorado, dove è stata reintrodotta negli anni '90.
Con la sua folta pelliccia bruno-argentea, la faccia incorniciata dalla barba e i ciuffi auricolari, la lince canadese somiglia molto alle altre specie del genere Lynx. È leggermente più grande della lince rossa, con la quale condivide parte dell'areale, e più del doppio di un gatto domestico.

## Tassonomia
La lince canadese è una delle quattro specie del genere Lynx e viene classificata all'interno della famiglia dei Felidi. Venne descritta per la prima volta dallo scrittore scientifico Robert Kerr come Felis lynx canadensis nella sua opera The Animal Kingdom (1792). La tassonomia delle linci è rimasta per lungo tempo oggetto di discussione; fino a poco tempo fa non era chiaro nemmeno se Lynx dovesse essere considerato un genere indipendente o un sottogenere di Felis. Alcuni autori mettevano in dubbio addirittura la validità della lince canadese come specie a sé. Per esempio, in un articolo pubblicato su Mammalian Species nel 1987, Renn Tumlison considerava la lince canadese una sottospecie della lince eurasiatica (L. lynx). Tuttavia, altri autori, come lo zoologo W. Christopher Wozencraft, che revisionò la classificazione dei Carnivori nel 1989 e nel 1993, considerava le due forme come specie distinte.
Secondo uno studio del 2006 basato sulle analisi genetiche, l'antenato di cinque linee evolutive dei Felidi - Lynx, Leopardus, Puma, Felis e Prionailurus - giunse in Nordamerica dopo aver attraversato lo stretto di Bering 8,5-8 milioni di anni fa. Lynx si separò dalle linee evolutive di Puma, Felis e Prionailurus circa 3,24 milioni di anni fa. Si ritiene che l'antenata delle quattro specie attuali di Lynx sia la lince di Issoire (L. issiodorensis), che probabilmente si evolvette in Africa 4 milioni di anni fa per poi diffondersi in Europa e Asia settentrionale, dove sopravvisse fino a circa 1 milione di anni fa. Uno studio del 1987 aveva suggerito che le popolazioni di lince eurasiatica che raggiunsero il Nordamerica 20.000 anni fa si spostarono in un primo momento verso la metà meridionale del continente, in quanto quella settentrionale era ancora ricoperta dai ghiacci. Con il tempo le popolazioni meridionali si evolvettero fino a divenire la moderna lince rossa (L. rufus). In seguito, quando la lince eurasiatica invase il continente una seconda volta, le popolazioni che si erano insediate nella parte settentrionale del continente, ora libere dai ghiacci, si evolvettero nella lince canadese. In base allo studio del 2006, le relazioni filogenetiche della lince canadese sono le seguenti:
|  | Lince canadese (L. canadensis)                                                              |
|  |                                                                                             |
|  | \| \| Lince iberica (L. pardinus) \| \| \| \| \| \| Lince eurasiatica (L. lynx) \| \| \| \| |
|  |                                                                                             |
|  | Lince iberica (L. pardinus)                                                                 |
|  |                                                                                             |
|  | Lince eurasiatica (L. lynx)                                                                 |
|  |                                                                                             |

|  | Lince iberica (L. pardinus) |
|  |                             |
|  | Lince eurasiatica (L. lynx) |
|  |                             |

|  | Lince canadese (L. canadensis)                                                              |
|  |                                                                                             |
|  | \| \| Lince iberica (L. pardinus) \| \| \| \| \| \| Lince eurasiatica (L. lynx) \| \| \| \| |
|  |                                                                                             |
|  | Lince iberica (L. pardinus)                                                                 |
|  |                                                                                             |
|  | Lince eurasiatica (L. lynx)                                                                 |
|  |                                                                                             |

|  | Lince iberica (L. pardinus) |
|  |                             |
|  | Lince eurasiatica (L. lynx) |
|  |                             |

|  | Ghepardo (Acinonyx jubatus)                                                                    |
|  |                                                                                                |
|  | \| \| Puma (Puma concolor) \| \| \| \| \| \| Yaguarondi (Herpailurus yagouaroundi) \| \| \| \| |
|  |                                                                                                |
|  | Puma (Puma concolor)                                                                           |
|  |                                                                                                |
|  | Yaguarondi (Herpailurus yagouaroundi)                                                          |
|  |                                                                                                |

|  | Puma (Puma concolor)                  |
|  |                                       |
|  | Yaguarondi (Herpailurus yagouaroundi) |
|  |                                       |

|  | Felis                                                                               |
|  |                                                                                     |
|  | \| \| Gatto di Pallas (Otocolobus manul) \| \| \| \| \| \| Prionailurus \| \| \| \| |
|  |                                                                                     |
|  | Gatto di Pallas (Otocolobus manul)                                                  |
|  |                                                                                     |
|  | Prionailurus                                                                        |
|  |                                                                                     |

|  | Gatto di Pallas (Otocolobus manul) |
|  |                                    |
|  | Prionailurus                       |
|  |                                    |

|  | Ghepardo (Acinonyx jubatus)                                                                    |
|  |                                                                                                |
|  | \| \| Puma (Puma concolor) \| \| \| \| \| \| Yaguarondi (Herpailurus yagouaroundi) \| \| \| \| |
|  |                                                                                                |
|  | Puma (Puma concolor)                                                                           |
|  |                                                                                                |
|  | Yaguarondi (Herpailurus yagouaroundi)                                                          |
|  |                                                                                                |

|  | Puma (Puma concolor)                  |
|  |                                       |
|  | Yaguarondi (Herpailurus yagouaroundi) |
|  |                                       |

|  | Felis                                                                               |
|  |                                                                                     |
|  | \| \| Gatto di Pallas (Otocolobus manul) \| \| \| \| \| \| Prionailurus \| \| \| \| |
|  |                                                                                     |
|  | Gatto di Pallas (Otocolobus manul)                                                  |
|  |                                                                                     |
|  | Prionailurus                                                                        |
|  |                                                                                     |

|  | Gatto di Pallas (Otocolobus manul) |
|  |                                    |
|  | Prionailurus                       |
|  |                                    |

|  | Lince canadese (L. canadensis)                                                              |
|  |                                                                                             |
|  | \| \| Lince iberica (L. pardinus) \| \| \| \| \| \| Lince eurasiatica (L. lynx) \| \| \| \| |
|  |                                                                                             |
|  | Lince iberica (L. pardinus)                                                                 |
|  |                                                                                             |
|  | Lince eurasiatica (L. lynx)                                                                 |
|  |                                                                                             |

|  | Lince iberica (L. pardinus) |
|  |                             |
|  | Lince eurasiatica (L. lynx) |
|  |                             |

|  | Lince canadese (L. canadensis)                                                              |
|  |                                                                                             |
|  | \| \| Lince iberica (L. pardinus) \| \| \| \| \| \| Lince eurasiatica (L. lynx) \| \| \| \| |
|  |                                                                                             |
|  | Lince iberica (L. pardinus)                                                                 |
|  |                                                                                             |
|  | Lince eurasiatica (L. lynx)                                                                 |
|  |                                                                                             |

|  | Lince iberica (L. pardinus) |
|  |                             |
|  | Lince eurasiatica (L. lynx) |
|  |                             |

|  | Ghepardo (Acinonyx jubatus)                                                                    |
|  |                                                                                                |
|  | \| \| Puma (Puma concolor) \| \| \| \| \| \| Yaguarondi (Herpailurus yagouaroundi) \| \| \| \| |
|  |                                                                                                |
|  | Puma (Puma concolor)                                                                           |
|  |                                                                                                |
|  | Yaguarondi (Herpailurus yagouaroundi)                                                          |
|  |                                                                                                |

|  | Puma (Puma concolor)                  |
|  |                                       |
|  | Yaguarondi (Herpailurus yagouaroundi) |
|  |                                       |

|  | Felis                                                                               |
|  |                                                                                     |
|  | \| \| Gatto di Pallas (Otocolobus manul) \| \| \| \| \| \| Prionailurus \| \| \| \| |
|  |                                                                                     |
|  | Gatto di Pallas (Otocolobus manul)                                                  |
|  |                                                                                     |
|  | Prionailurus                                                                        |
|  |                                                                                     |

|  | Gatto di Pallas (Otocolobus manul) |
|  |                                    |
|  | Prionailurus                       |
|  |                                    |

|  | Ghepardo (Acinonyx jubatus)                                                                    |
|  |                                                                                                |
|  | \| \| Puma (Puma concolor) \| \| \| \| \| \| Yaguarondi (Herpailurus yagouaroundi) \| \| \| \| |
|  |                                                                                                |
|  | Puma (Puma concolor)                                                                           |
|  |                                                                                                |
|  | Yaguarondi (Herpailurus yagouaroundi)                                                          |
|  |                                                                                                |

|  | Puma (Puma concolor)                  |
|  |                                       |
|  | Yaguarondi (Herpailurus yagouaroundi) |
|  |                                       |

|  | Felis                                                                               |
|  |                                                                                     |
|  | \| \| Gatto di Pallas (Otocolobus manul) \| \| \| \| \| \| Prionailurus \| \| \| \| |
|  |                                                                                     |
|  | Gatto di Pallas (Otocolobus manul)                                                  |
|  |                                                                                     |
|  | Prionailurus                                                                        |
|  |                                                                                     |

|  | Gatto di Pallas (Otocolobus manul) |
|  |                                    |
|  | Prionailurus                       |
|  |                                    |

|  | Lince canadese (L. canadensis)                                                              |
|  |                                                                                             |
|  | \| \| Lince iberica (L. pardinus) \| \| \| \| \| \| Lince eurasiatica (L. lynx) \| \| \| \| |
|  |                                                                                             |
|  | Lince iberica (L. pardinus)                                                                 |
|  |                                                                                             |
|  | Lince eurasiatica (L. lynx)                                                                 |
|  |                                                                                             |

|  | Lince iberica (L. pardinus) |
|  |                             |
|  | Lince eurasiatica (L. lynx) |
|  |                             |

|  | Lince canadese (L. canadensis)                                                              |
|  |                                                                                             |
|  | \| \| Lince iberica (L. pardinus) \| \| \| \| \| \| Lince eurasiatica (L. lynx) \| \| \| \| |
|  |                                                                                             |
|  | Lince iberica (L. pardinus)                                                                 |
|  |                                                                                             |
|  | Lince eurasiatica (L. lynx)                                                                 |
|  |                                                                                             |

|  | Lince iberica (L. pardinus) |
|  |                             |
|  | Lince eurasiatica (L. lynx) |
|  |                             |

|  | Ghepardo (Acinonyx jubatus)                                                                    |
|  |                                                                                                |
|  | \| \| Puma (Puma concolor) \| \| \| \| \| \| Yaguarondi (Herpailurus yagouaroundi) \| \| \| \| |
|  |                                                                                                |
|  | Puma (Puma concolor)                                                                           |
|  |                                                                                                |
|  | Yaguarondi (Herpailurus yagouaroundi)                                                          |
|  |                                                                                                |

|  | Puma (Puma concolor)                  |
|  |                                       |
|  | Yaguarondi (Herpailurus yagouaroundi) |
|  |                                       |

|  | Felis                                                                               |
|  |                                                                                     |
|  | \| \| Gatto di Pallas (Otocolobus manul) \| \| \| \| \| \| Prionailurus \| \| \| \| |
|  |                                                                                     |
|  | Gatto di Pallas (Otocolobus manul)                                                  |
|  |                                                                                     |
|  | Prionailurus                                                                        |
|  |                                                                                     |

|  | Gatto di Pallas (Otocolobus manul) |
|  |                                    |
|  | Prionailurus                       |
|  |                                    |

|  | Ghepardo (Acinonyx jubatus)                                                                    |
|  |                                                                                                |
|  | \| \| Puma (Puma concolor) \| \| \| \| \| \| Yaguarondi (Herpailurus yagouaroundi) \| \| \| \| |
|  |                                                                                                |
|  | Puma (Puma concolor)                                                                           |
|  |                                                                                                |
|  | Yaguarondi (Herpailurus yagouaroundi)                                                          |
|  |                                                                                                |

|  | Puma (Puma concolor)                  |
|  |                                       |
|  | Yaguarondi (Herpailurus yagouaroundi) |
|  |                                       |

|  | Felis                                                                               |
|  |                                                                                     |
|  | \| \| Gatto di Pallas (Otocolobus manul) \| \| \| \| \| \| Prionailurus \| \| \| \| |
|  |                                                                                     |
|  | Gatto di Pallas (Otocolobus manul)                                                  |
|  |                                                                                     |
|  | Prionailurus                                                                        |
|  |                                                                                     |

|  | Gatto di Pallas (Otocolobus manul) |
|  |                                    |
|  | Prionailurus                       |
|  |                                    |

|  | Lince canadese (L. canadensis)                                                              |
|  |                                                                                             |
|  | \| \| Lince iberica (L. pardinus) \| \| \| \| \| \| Lince eurasiatica (L. lynx) \| \| \| \| |
|  |                                                                                             |
|  | Lince iberica (L. pardinus)                                                                 |
|  |                                                                                             |
|  | Lince eurasiatica (L. lynx)                                                                 |
|  |                                                                                             |

|  | Lince iberica (L. pardinus) |
|  |                             |
|  | Lince eurasiatica (L. lynx) |
|  |                             |

|  | Lince canadese (L. canadensis)                                                              |
|  |                                                                                             |
|  | \| \| Lince iberica (L. pardinus) \| \| \| \| \| \| Lince eurasiatica (L. lynx) \| \| \| \| |
|  |                                                                                             |
|  | Lince iberica (L. pardinus)                                                                 |
|  |                                                                                             |
|  | Lince eurasiatica (L. lynx)                                                                 |
|  |                                                                                             |

|  | Lince iberica (L. pardinus) |
|  |                             |
|  | Lince eurasiatica (L. lynx) |
|  |                             |

|  | Ghepardo (Acinonyx jubatus)                                                                    |
|  |                                                                                                |
|  | \| \| Puma (Puma concolor) \| \| \| \| \| \| Yaguarondi (Herpailurus yagouaroundi) \| \| \| \| |
|  |                                                                                                |
|  | Puma (Puma concolor)                                                                           |
|  |                                                                                                |
|  | Yaguarondi (Herpailurus yagouaroundi)                                                          |
|  |                                                                                                |

|  | Puma (Puma concolor)                  |
|  |                                       |
|  | Yaguarondi (Herpailurus yagouaroundi) |
|  |                                       |

|  | Felis                                                                               |
|  |                                                                                     |
|  | \| \| Gatto di Pallas (Otocolobus manul) \| \| \| \| \| \| Prionailurus \| \| \| \| |
|  |                                                                                     |
|  | Gatto di Pallas (Otocolobus manul)                                                  |
|  |                                                                                     |
|  | Prionailurus                                                                        |
|  |                                                                                     |

|  | Gatto di Pallas (Otocolobus manul) |
|  |                                    |
|  | Prionailurus                       |
|  |                                    |

|  | Ghepardo (Acinonyx jubatus)                                                                    |
|  |                                                                                                |
|  | \| \| Puma (Puma concolor) \| \| \| \| \| \| Yaguarondi (Herpailurus yagouaroundi) \| \| \| \| |
|  |                                                                                                |
|  | Puma (Puma concolor)                                                                           |
|  |                                                                                                |
|  | Yaguarondi (Herpailurus yagouaroundi)                                                          |
|  |                                                                                                |

|  | Puma (Puma concolor)                  |
|  |                                       |
|  | Yaguarondi (Herpailurus yagouaroundi) |
|  |                                       |

|  | Felis                                                                               |
|  |                                                                                     |
|  | \| \| Gatto di Pallas (Otocolobus manul) \| \| \| \| \| \| Prionailurus \| \| \| \| |
|  |                                                                                     |
|  | Gatto di Pallas (Otocolobus manul)                                                  |
|  |                                                                                     |
|  | Prionailurus                                                                        |
|  |                                                                                     |

|  | Gatto di Pallas (Otocolobus manul) |
|  |                                    |
|  | Prionailurus                       |
|  |                                    |

Prima del 2017, gli studiosi riconoscevano tre sottospecie diverse di lince canadese:
- L. c. canadensis Kerr, 1792;
- L. c. mollipilosus Stone, 1900, la lince dell'Alaska, considerata sinonimo di L. c. canadensis da Tumlison;
- L. c. subsolanus Bangs, 1897, la lince di Terranova.

Attualmente, la Cat Classification Taskforce del Cat Specialist Group non ritiene valida nessuna di queste sottospecie; pertanto, la lince canadese è da considerarsi una specie monotipica.

## Descrizione

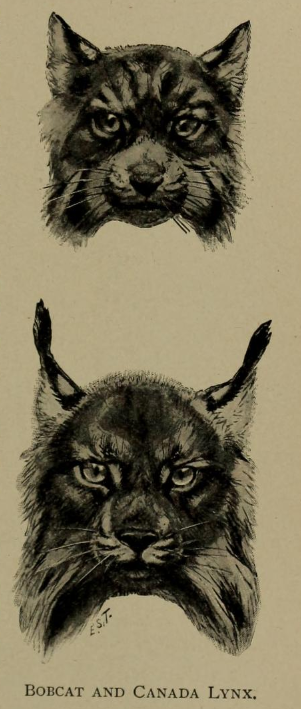
Disegno comparativo delle teste della lince rossa (in alto) e canadese (in basso) (1906).

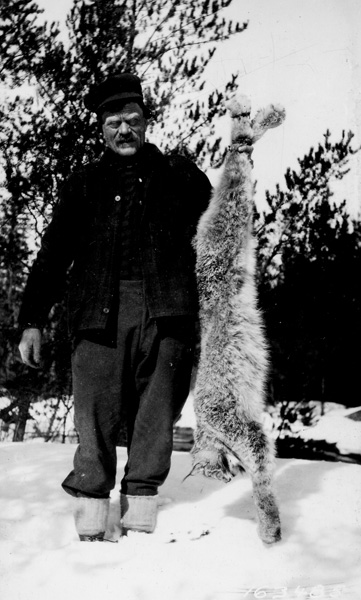
Fotografia di un uomo alto un metro e ottanta con una lince canadese.

La lince canadese è un felide di medie dimensioni, simile sotto molti aspetti alla lince rossa. Ha una lunghezza testa-corpo di 80-100 cm, misura 48-56 cm di altezza al garrese e pesa 5-18 kg. Le sue dimensioni, all'incirca la metà di quelle della lince eurasiatica, non variano significativamente da una parte all'altra dell'areale, e sono state probabilmente selezionate dall'ambiente per consentire all'animale di sopravvivere mangiando prede più piccole. La specie mostra un evidente dimorfismo sessuale, con i maschi più grandi e più pesanti delle femmine. Come la lince rossa, la lince canadese ha arti anteriori più corti di quelli posteriori, pertanto il dorso sembra essere inclinato in avanti. La coda estremamente corta, tipica delle linci, misura 5-15 cm.
La pelliccia è generalmente bruno-giallastra (anche se sul dorso può essere talvolta grigia); particolarmente folta e lunga, isola l'animale dal gelo dell'ambiente in cui vive. Sebbene non siano mai stati descritti esemplari melanici o albini, in Alaska sono state segnalate linci «azzurre». I ciuffi auricolari neri lunghi 4 cm, caratteristica comune a tutte le linci, spuntano dalla punta delle orecchie, che presentano una banda di pelo nero lungo il bordo superiore. In inverno i peli che ricoprono la parte inferiore delle guance crescono così tanto da far sembrare che l'animale presenti una sorta di barba che ricopre la gola. Sull'addome, dove la pelliccia è bianca (talvolta con una sfumatura beige) possono essere presenti alcune macchie scure; qui si trovano quattro capezzoli. In estate la pelliccia è corta e di colore variabile dal bruno-rossastro al grigiastro, ma d'inverno essa diviene notevolmente più lunga e assume una colorazione più virante al grigio, con un misto di peli bruno-grigiastri e beige; nel manto estivo le macchie diventano più evidenti. La coda è marcata da anelli neri e, diversamente da quella della lince rossa, ha la punta interamente nera. Le piante dei piedi, ricoperte di pelo lungo e spesso, possono sopportare quasi il doppio del peso di quelle della lince rossa.
La lince canadese ha 28 denti, come le altre linci ma diversamente da tutti gli altri felidi, con quattro lunghi canini adatti a perforare e trattenere. La lince è in grado di percepire dove i suoi canini stanno mordendo la preda, in quanto essi sono fortemente innervati. È anche dotata di quattro denti carnassiali che tagliano la carne in piccoli pezzi. Affinché essa possa utilizzare i suoi carnassiali, deve masticare la carne tenendo la testa di lato. Tra i quattro canini e gli altri denti vi sono ampi spazi, e i secondi premolari superiori sono assenti, facendo sì che i canini affondino il più possibile nella preda. Gli artigli sono brevi e completamente retrattili. Le piante dei piedi, grazie alle articolazioni del metatarso che consentono un'ampia divaricazione delle dita, possono raggiungere i 10 cm di larghezza e consentire all'animale di muoversi velocemente e con facilità sulla neve. Le impronte sono più facilmente distinguibili sulla neve compatta che sul fango, ma i segni lasciati dalle dita non sono chiaramente visibili nella neve profonda.
La lince canadese si differenzia dalla lince rossa per il fatto di avere ciuffi auricolari più lunghi, un mantello più grigio e meno rosso, macchie meno distinte sul mantello, una coda leggermente più corta completamente nera all'estremità, piuttosto che sul solo lato superiore, e piante dei piedi più larghe. La lince rossa è generalmente più piccola di quella canadese, ma le due specie sono facilmente confondibili nelle regioni in cui coesistono, specialmente per il fatto che le linci rosse più grandi compaiono proprio nelle aree di simpatria. Pur non essendo un loro parente, il caracal somiglia alle linci in quanto è anch'esso dotato di ciuffi simili sulle orecchie.

## Biologia

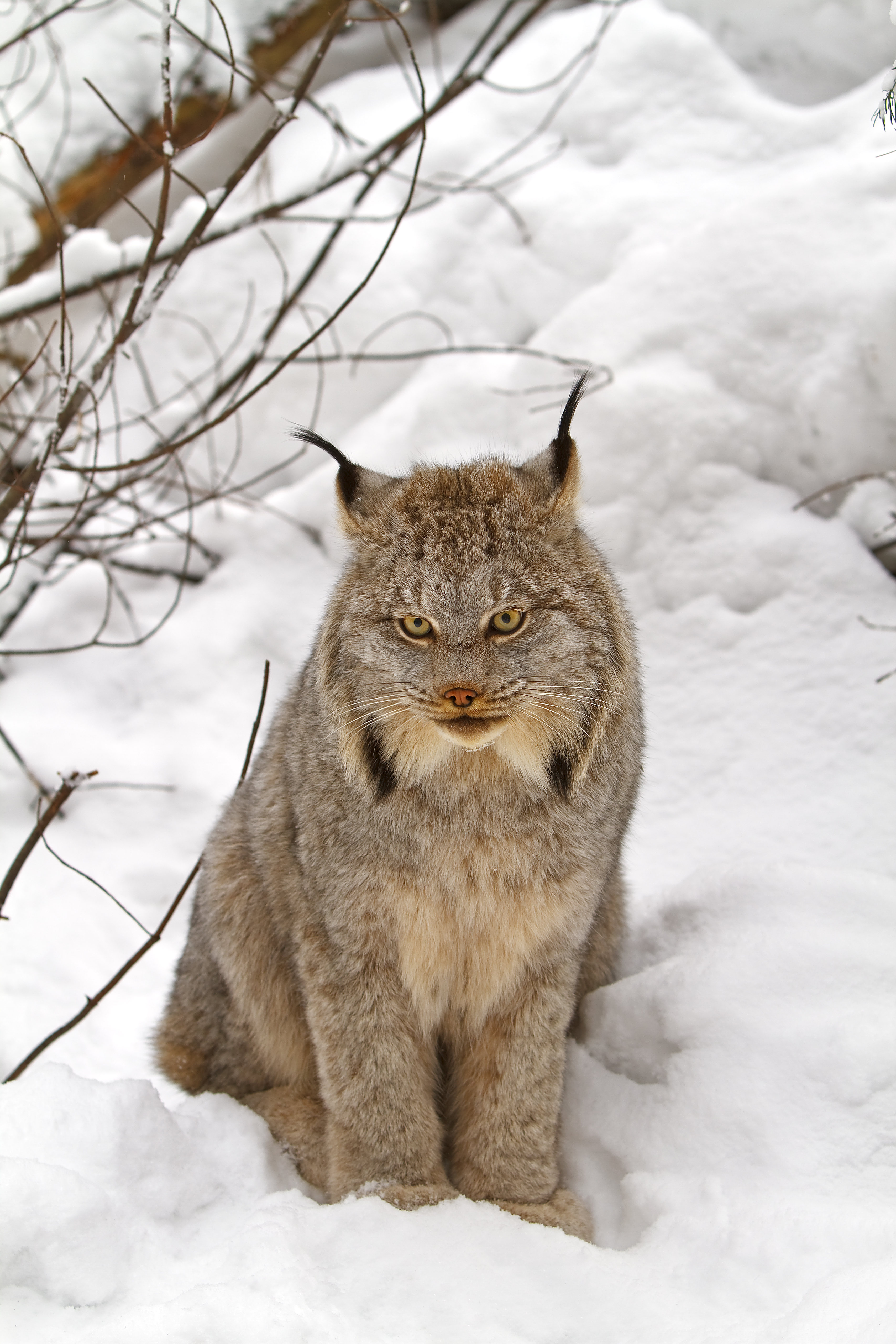
Lince canadese accovacciata.

La lince canadese tende ad avere abitudini notturne, come la lepre scarpa da neve, sua preda principale, ma può essere attiva anche durante il giorno. Per procurarsi le prede necessarie, la lince può percorrere anche 8-9 km al giorno, spostandosi ad una velocità di 0,75-1,46 km all'ora. Le linci sono buone nuotatrici: in un caso documentato, un esemplare nuotò per tre chilometri attraverso il fiume Yukon. Sono anche delle eccellenti arrampicatrici e scampano ai predatori rifugiandosi sugli alberi; nonostante questo, cacciano unicamente a terra. Le linci canadesi sono prevalentemente solitarie; le interazioni sociali sono ridotte al minimo, se si eccettua le madri con i piccoli e le associazioni temporanee che si creano tra maschi e femmine durante la stagione riproduttiva.
Nel 2018 gli studiosi hanno scoperto che nel Maine la martora di Pennant può occasionalmente dare la caccia alle linci canadesi: negli scontri che ne risultano, le prime hanno quasi sempre la meglio, grazie alla loro natura più aggressiva; al contrario, le martore di Pennant possono finire talvolta sul menù della lince rossa, nelle località dove gli areali delle due specie si sovrappongono.

### Comportamento sociale e spaziale
Le linci canadesi occupano home range di dimensioni estremamente variabili a seconda del metodo di misura che viene utilizzato. I due metodi più comuni utilizzati per stimarne le dimensioni sono l'esame delle tracce lasciate sulla neve (snow-tracking) e la radiotelemetria. La tecnica dello snow-tracking tende generalmente a dare valori più bassi: con gli studi effettuati utilizzando questa pratica sono stati stimati home range di 11,1-49,5 km², contro gli 8-783 km² stimati dagli studi svolti con la radiotelemetria. Come altri felidi, le linci canadesi marcano i loro territori spruzzando urina e depositando feci sulla neve, su monconi di albero o su altri siti ben evidenti all'interno e nei dintorni delle proprie aree vitali.
I maschi tendono ad occupare territori più estesi delle femmine: per esempio, nel corso di uno studio di radiotelemetria effettuato nel 1980 in Minnesota, un territorio dove le lepri sono poco numerose, i territori dei primi sono risultati essere di 145-243 km², al contrario dei 51-122 km² di quelli delle seconde. In un altro studio radiotelemetrico effettuato in Montana nel 1985, i valori medi riscontrati erano di 122 km² per i maschi e di 43,1 km² per le femmine. In uno studio svolto nella parte meridionale dei Territori del Nord-Ovest, gli studiosi hanno scoperto che i territori di individui di sesso opposto si sovrappongono ampiamente, mentre quelli di individui dello stesso sesso difficilmente coincidono. Questo lascia ipotizzare che i vari individui tendono ad evitarsi tra loro e quindi a difendere passivamente i propri territori.
La forma e le dimensioni dell'home range sono determinate da fattori quali la disponibilità di prede (specialmente delle lepri scarpa da neve), la densità delle linci e la topografia. Alcuni studiosi hanno provato a correlare la quantità delle lepri scarpa da neve in una determinata area con le dimensioni degli home range delle linci ivi presenti. Uno studio del 1985 ha dimostrato che le dimensioni medie degli home range triplicavano - da 13,2 a 39,2 km² - quando la densità delle lepri diminuiva da 14,7 a 1 per ettaro. Tuttavia, altri studi hanno indicato che le linci mettono in atto comportamenti diversi in condizioni di scarsità di prede: alcuni esemplari non mostrano alcun cambiamento per quanto riguarda il loro territorio, mentre altri possono rispondere cacciando in aree più piccole e occupando, di conseguenza, home range più ridotti. Generalmente le linci canadesi non abbandonano mai il proprio territorio, anche se le minore disponibilità di prede può essere un fattore abbastanza importante da spingere le linci a disperdersi o ad espandere i loro territori.

### Alimentazione
Esclusivamente carnivora, la lince canadese dipende fortemente dalla presenza delle lepri scarpa da neve per il cibo. Esse costituiscono il 35-97% della sua dieta, ma la percentuale di lepri consumate varia a seconda della loro quantità e della stagione. Le popolazioni di lepre scarpa da neve che vivono in Alaska e nel Canada centrale esibiscono infatti una ciclicità di 8-11 anni, con cali così drastici da portarli a volte da 2300 ad appena 12 lepri per km². Durante questi periodi, la lince si rivolge ad altre prede - quali anatre, tetraoni, talpe, pernici bianche, scoiattoli rossi, arvicole e giovani ungulati (bighorn bianchi, cervi muli e caribù) -, mantenendo comunque le lepri come preda principale. La lince canadese tende ad essere meno selettiva in estate e autunno, quando dà la caccia anche ad altri piccoli mammiferi; le lepri scarpa da neve restano in ogni caso la preda principale. Una lince canadese uccide una lepre ogni uno o due giorni, e assume pertanto 600-1200 g di cibo al giorno.
Uno studio riguardante le popolazioni di coyote e linci canadesi nel sud-ovest del Territorio dello Yukon ha dimostrato che durante quelle fasi cicliche in cui le lepri scarpa da neve sono più abbondanti entrambi i predatori uccidono molte più lepri di quante fossero necessarie per la loro sussistenza: le linci hanno bisogno di uccidere 0,4-0,5 lepri al giorno per ricavare le energie necessarie, ma nel corso dello studio suddetto il tasso di uccisioni era salito a 1,2 lepri al giorno. I coyote, con un tasso di successo degli attacchi del 36,9%, si sono rivelati dei predatori di maggior successo rispetto alle linci (sebbene questo possa essere stato dovuto al maggior numero di coyote adulti all'interno della popolazione studiata), che avevano registrato un tasso di successo del 28,7%. Le linci mettono da parte raramente le prede uccise, a differenza dei coyote, e questo potrebbe aver portato al consumo incompleto di alcune uccisioni. Durante il calo ciclico del numero delle lepri scarpa da neve, entrambi i predatori dedicavano alla caccia lo stesso periodo di tempo di quando le lepri erano numerose, ma le linci ne uccidevano un numero maggiore rispetto a prima. Inoltre, queste ultime integravano la loro dieta con gli scoiattoli rossi.
La lince canadese caccia intorno al crepuscolo o di notte, periodo in cui le lepri scarpa da neve tendono ad essere più attive. Per localizzare la preda fa affidamento sulla vista e sull'udito. In genere segue percorsi frequentemente utilizzati dalle lepri o si apposta in siti strategici, per esempio lungo sentieri o in prossimità di aree aperte di aggregazione delle prede. Le lepri sono uccise con un morso al cranio, alla nuca o alla gola, mentre i giovani ungulati vengono solitamente soffocati con un morso alla gola. La lince può consumare la sua preda immediatamente o metterla da parte ricoprendola con neve e foglie per poi mangiarla nel giro di pochi giorni. Occasionalmente le linci possono anche cacciare insieme; in tal caso il tasso di successo dei loro attacchi cresce notevolmente, raggiungendo il 55% - un bel salto di qualità rispetto a quando un solo esemplare caccia da solo (14%). Non disdegnano anche carcasse, in particolare di ungulati uccisi dal freddo o da incidenti stradali.

### Riproduzione

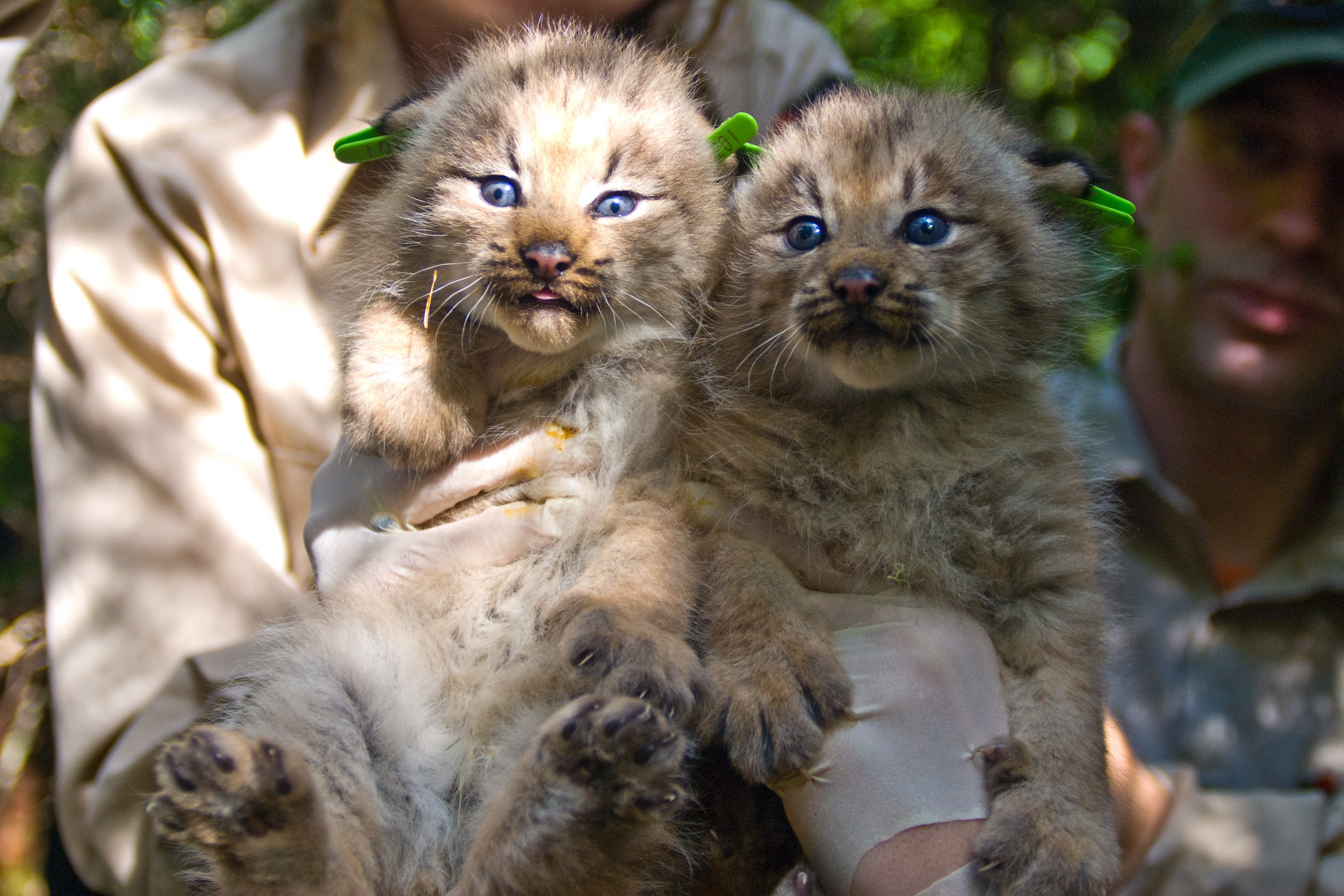
I cuccioli di lince canadese nascono con gli occhi azzurri.

La stagione riproduttiva della lince canadese dura un mese soltanto, in un periodo compreso tra marzo e maggio, a seconda del clima locale. Durante questo lasso di tempo le femmine vanno in estro una sola volta, per un periodo che dura da tre a cinque giorni. La femmina attrae un potenziale compagno rilasciando un po' di urina nel punto in cui il maschio è solito marcare il suo territorio ed emettendo richiami continui. I due partner possono accoppiarsi fino a sei volte in un'ora. La femmina si accoppia con un solo maschio per stagione, ma il maschio può accoppiarsi con più femmine.
La gestazione dura circa 64 giorni e le nascite si collocano pertanto tra maggio e inizio luglio. Prima del parto, la femmina prepara un riparo per la cucciolata, generalmente tra la fitta boscaglia, in boschetti o tra i detriti legnosi. Le tane sono generalmente situate su un terreno in media pendenza e sono rivolte verso sud o sud-ovest.
La cucciolata comprende da uno a quattro piccoli, e tende ad essere più numerosa quando le prede sono abbondanti. Questo suggerisce un maggior livello di flessibilità riproduttiva rispetto ad altri felini, e le femmine spesso non si riproducono affatto quando le prede sono scarse. Tuttavia, quando i cuccioli nascono in annate di magra, la mortalità infantile può raggiungere il 95%.
Alla nascita i cuccioli di lince canadese pesano 175-235 g, e inizialmente presentano una pelliccia di colore grigiastro-beige con macchie nere. Ciechi e del tutto inermi per i primi quattordici giorni di vita, sono svezzati all'età di dodici settimane. Quando aprono gli occhi, questi sono di colore azzurro brillante, ma con l'età assumono una colorazione bruno-nocciola. La femmina porta il cibo ai piccoli e consente loro di giocarci prima di mangiarlo, in modo che possano apprendere le abilità predatorie.
I piccoli lasciano la tana dopo circa cinque settimane e iniziano a cacciare tra i sette e i nove mesi di età. Lasciano la madre a circa dieci mesi, non appena inizia la successiva stagione riproduttiva, ma raggiungono le dimensioni degli adulti solo verso i due anni. Le femmine raggiungono la maturità sessuale a dieci mesi, anche se spesso rimandano la riproduzione di un altro anno, mentre i maschi raggiungono la maturità a due o tre anni. La lince canadese può vivere fino a quattordici anni in cattività, ma in natura la durata della vita è probabilmente molto più breve.

## Distribuzione e habitat

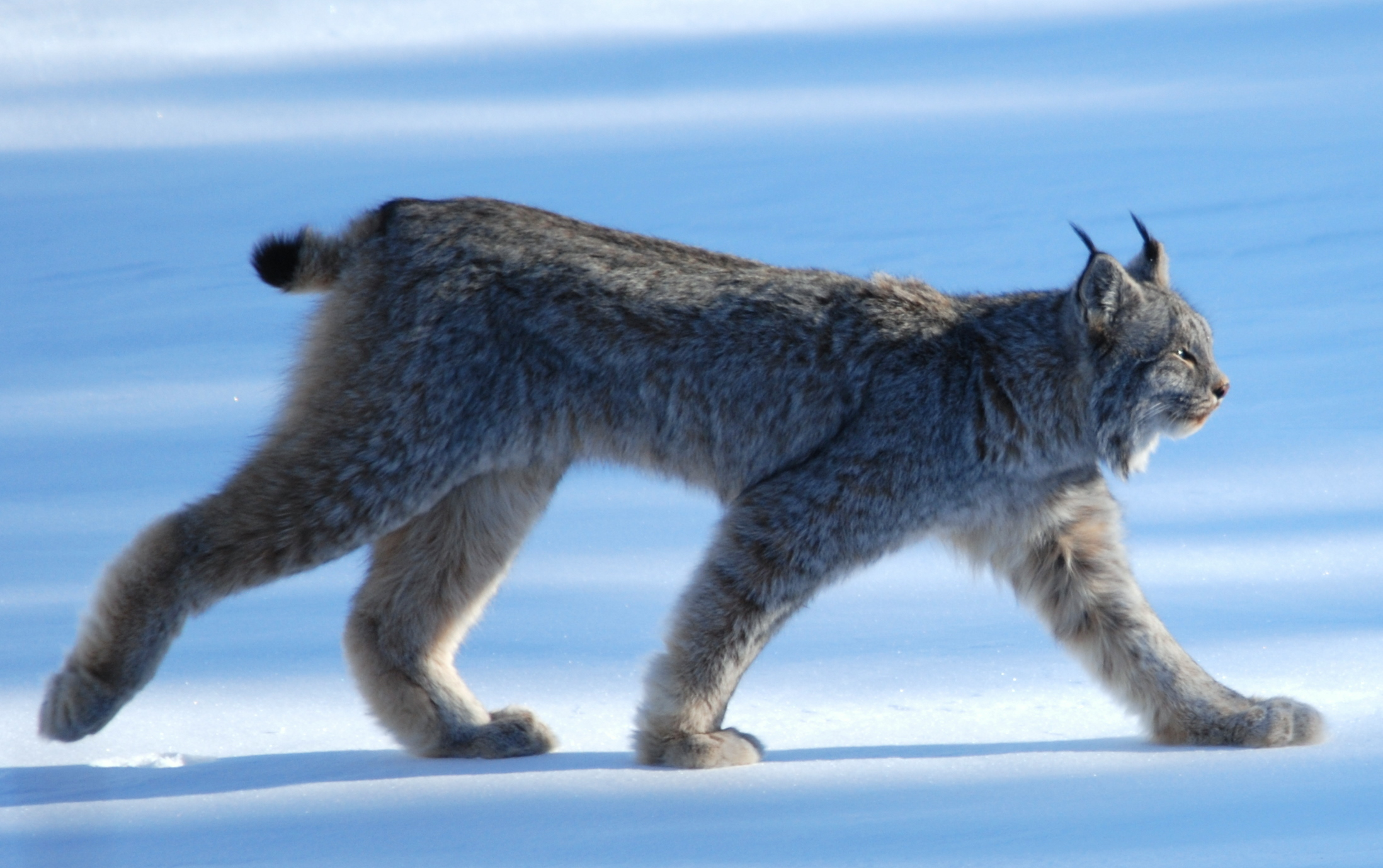
Le zampe anteriori della lince canadese sono più corte di quelle posteriori.

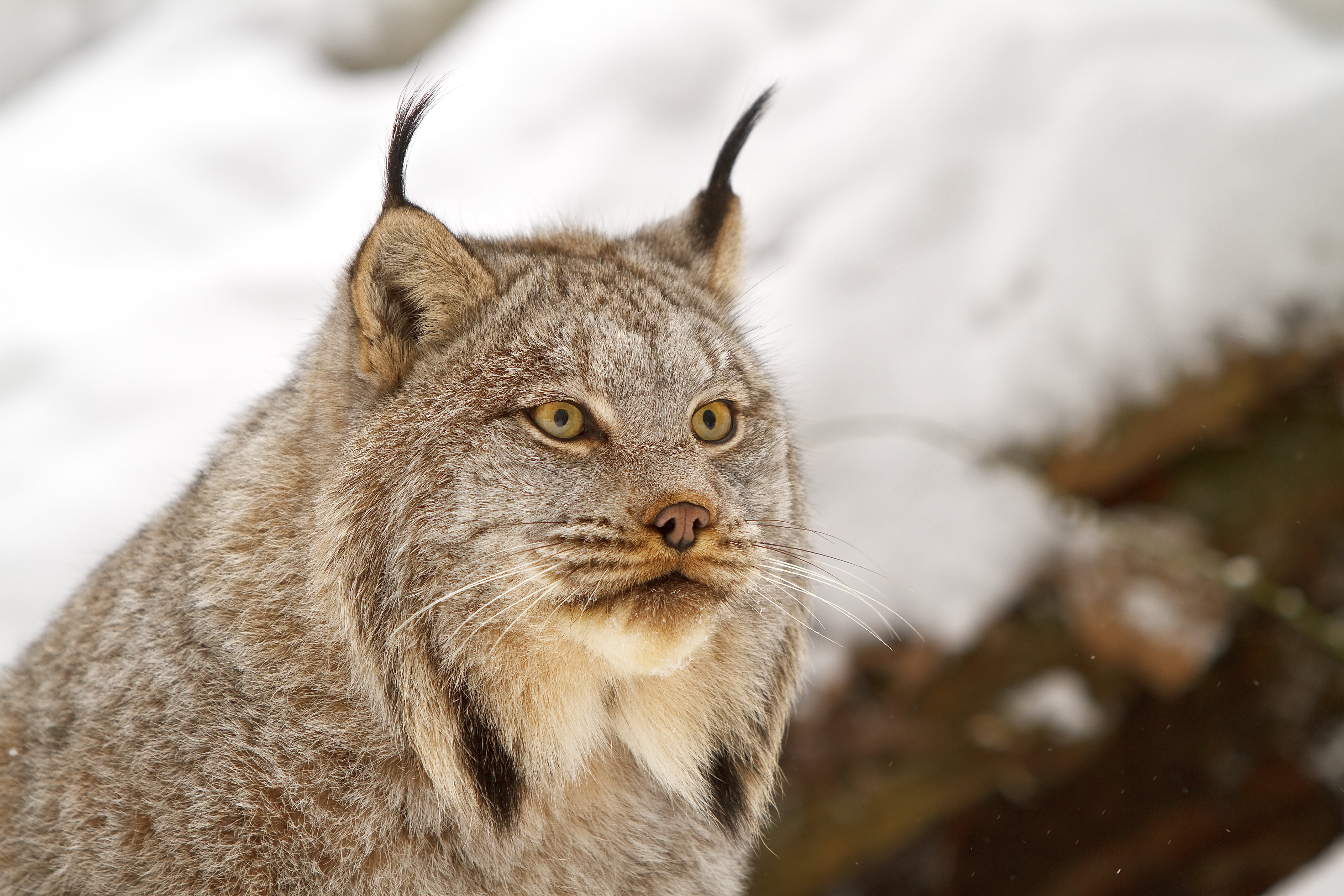
Primo piano della faccia.

La lince canadese popola la maggior parte del Canada a sud della linea degli alberi (che comprende circa l'80% del suo areale), la maggior parte dell'Alaska (13,5% dell'areale) e, negli Stati Uniti contigui, nelle propaggini meridionali della foresta boreale e sub-boreale lungo le Montagne Rocciose, la Catena delle Cascate e le Blue Mountains (Washington, Oregon, Idaho, Montana e Wyoming), la regione dei Grandi Laghi (Minnesota e Wisconsin) e il New England (Maine, New Hampshire e Vermont settentrionale). È stata reintrodotta con successo in Colorado, e ora il limite meridionale del suo areale si estende fin dentro il New Mexico settentrionale. Un tentativo di reintroduzione sui Monti Adirondack, New York (1989-1992), non ha avuto successo.
La lince canadese è specializzata in habitat ben precisi e vive solo in fitte foreste boreali e di conifere, con pioppi tremuli, abeti rossi, betulle, salici, abeti, pioppi o pini, che corrispondono essenzialmente all'areale di distribuzione della sua principale specie di preda, la lepre scarpa da neve. Le linci canadesi sono estremamente adattate alla neve e al ghiaccio. Nel fiume Yukon sono state viste percorrere a nuoto fino a 3,2 km, e due individui seguiti con radiocollare nuotavano abitualmente per 4-12 minuti in fiumi semighiacciati, estremamente pericolosi, con temperatura dell'aria inferiore a -27 °C. La lince canadese evita gli habitat aperti, benché spesso ricchi di prede. Vive raramente in habitat fortemente modificati come aree agricole e ha difficoltà laddove la silvicoltura dirada permanentemente la copertura o riduce la complessità della foresta. Vive invece bene in foreste lasciate rigenerare dopo tagli completi o deforestazione intensiva, a condizione che il recupero sia stato lasciato procedere per circa 15 anni o più. La lince canadese vive dal livello del mare fino a 4130 m.
Nel 1903 una lince canadese venne abbattuta nei pressi di Newton Abbot, nel Regno Unito, dopo aver attaccato due cani. La carcassa venne conservata presso il Bristol City Museum and Art Gallery, dove venne analizzata e correttamente identificata dagli scienziati solamente un secolo dopo. Secondo gli studiosi si trattava probabilmente di un esemplare vissuto in cattività per un certo periodo di tempo, forse come animale da compagnia esotico o come membro di un serraglio ambulante, che potrebbe essere sopravvissuto per un buon lasso di tempo anche dopo la fuga. È considerato «il primo esempio registrato di felino esotico a piede libero nel Regno Unito».

## Conservazione
La lince canadese è diffusa e generalmente comune nella maggior parte del Canada (dove occupa ancora il 95% circa del suo areale storico) e in Alaska. Ha perso parti di areale nel sud dell'Alberta, nel Saskatchewan e nel Manitoba ed è poco comune o rara nel Canada orientale, dove due province (Nuovo Brunswick e Nuova Scozia) la classificano come «In Pericolo». È estinta sull'Isola del Principe Edoardo e nella Nuova Scozia continentale; si trova invece ancora sull'Isola del Capo Bretone. La perdita di areali è molto più estesa negli Stati Uniti contigui, dove in passato compariva in 24 stati mentre ora è limitata a una serie di popolazioni piccole e isolate, collettivamente considerate «Minacciate». La principale minaccia per la lince canadese è la perdita, la frammentazione e il degrado degli habitat a causa di pratiche forestali eccessivamente distruttive o di deforestazione. Negli Stati Uniti, le principali minacce sono pressione sugli habitat, bracconaggio e incidenti stradali. L'apertura degli habitat favorisce anche il movimento verso nord di coyote e linci rosse, che potrebbero rappresentare un fattore aggiuntivo nel calo demografico delle linci, per esempio negli USA nord-orientali e in Canada orientale. Nella maggior parte dell'areale dell'Alaska e del Canada, invece, gli habitat sono di qualità elevata e intatti, protetti o relativamente ben gestiti. Ogni anno, almeno 11.000 linci sono cacciate o catturate legalmente, per la maggior parte in Canada e Alaska. Le popolazioni di lince canadese sono vulnerabili alla pressione venatoria nei periodi di penuria di lepri, ma oggi la caccia legale tiene generalmente conto di questo fattore e vi sono scarse prove di impatti demografici a lungo termine. Il riscaldamento globale sta già riducendo la qualità degli habitat per le linci lungo la periferia sud dell'areale e può avere gravi effetti a lungo termine sulla foresta boreale. Un'ulteriore minaccia è costituita anche dall'ibridazione con la lince rossa, fenomeno già riscontrato alla periferia meridionale dell'attuale areale della specie (Maine, Minnesota e New Brunswick) che potrebbe ostacolarne la ripresa in questa regione.
Il 12 gennaio 2018 lo US Fish and Wildlife Service, l'Agenzia statunitense per la fauna selvatica, ha dichiarato la lince canadese fuori pericolo. Si tratta del primo passo di un processo che vedrà poi la proposta formale di rimuovere dalla lista federale delle specie a rischio estinzione questa specie, che è sotto protezione dal 2000 in 48 Stati (ma non in Alaska e in territorio canadese).